# Atomic Lemons
Atomic Lemons es una banda rock-indie activa desde 2014. Sus cuatro integrantes actuales, de Linares, son Fran Sax (voz), Mike Redondo (bajo), Ángel Ruinas (guitarra) y Natalia Valiente (batería). 

## Trayectoria musical
En un comienzo, Atomic Lemons se formó como un banda que interpretaba versiones de artistas como Foo Fighters, Queen o The Beatles. Su primera canción original fue Resaca.
En 2015 la banda participó en la sexta edición del concurso MusicAula, contando con la colaboración de Sweet California y Nada Que Decir. Tras quedar entre los 11 finalistas, consiguieron el primer puesto. Posteriormente, en el período entre 2015 y 2018, hicieron una gira nacional en la que tocaron tanto versiones como temas originales.
Después, en 2018, ganaron el concurso Rock in Río Tea en Puenteareas, cuyo premio fue ser teloneros en el festival gallego de Gran Cañón, grupo de versiones capitaneado por Leiva y Carlos Tarque. Tras esta experiencia, la banda sacó Tea como single, una canción que habla de la experiencia vivida en Puenteareas. Ese mismo año también telonearon a Rosendo en Jaén en el Lagarto Rock.
Un año más tarde publicaron su single más exitoso hasta la fecha, El Mundo Today, presentando un cambio de estilo y estética, acercándose más al glam. El mismo medio comunicativo en redes sociales reaccionó a la canción diciendo: "Suena en bucle en nuestra redacción." 
Con la pandemia de la COVID-19, la banda basó su actividad en el período 2020-2021 en la publicación de singles y videoclips. No fue hasta octubre de 2021 cuando lanzaron su segundo álbum de estudio, El Mundo Today, un trabajo categorizado como "fresco, innovador y canalla". Este fue el paso que dio la banda para asentarse en la industria con canciones únicamente en español, contando además con una cover de Cuando Tú Vas de Chenoa. La promoción de este álbum se dirigió principalmente en redes sociales, dejando en segundo plano la gira debido a la COVID-19.
En 2023 son seleccionados para participar en la primera edición de MINI Stage, una plataforma musical creada a partir de MINI España y la empresa de publicidad Manifiesto. Junto a otras nueve bandas y artistas seleccionados, graban una canción bajo la supervisión de un equipo encabezado por Alejo Stivel. En este caso, grabaron Performance, canción lanzada el 13 de septiembre de 2023.  
En diciembre de ese mismo año, fueron invitados por la Federación Estatal LGTBI+ a la iniciativa #LaCenaQueElegí para actuar como banda queer, reuniendo a personalidades del colectivo de todos los ámbitos, como Marlena, Estrella Xtravaganza o Dani Marrero.
En 2024, publicaron una nueva versión de Performance, esta vez con Elartedealfa y aparecen en varias ocasiones en el programa Hoy Empieza Todo de Radio 3. En mayo de ese mismo año publican otro single, Auuu!!!, esta vez con Natalia Valiente a la voz principal. Este sirvió como promoción para el festival Oleosónica de Jaén, del que formaron parte, actuando junto a ALIS, Vetusta Morla o B Jones, entre otros.

## Discografía

### Álbumes
- Todo Muere (2024), producido por Fran Sax en El Estanco Records y Pachi García (ALIS) en Alis Records.
- El Mundo Today (2021), producido por Pachi García (ALIS) en Alis Records.

### Sencillos
- Tea (2018)
- El Mundo Today (2019)
- Me Lo Hacía Muy Bien (2020)
- Estoy en Shock (2020)
- Cuarentena Emocional (2020)
- Photoshop Beauty (2020)
- Los Juegos del Hambre (2020)
- Camaleón (2021)
- Cuando Tú Vas (2021)
- Performance (2023)
- Performance feat. Elartedealfa (2024)
- Auuu!!! (2024)